# InVitroPlants
InVitroPlants Grassalco NV (in-vitro betekent weefselkweek) is een Surinaamse bedrijf in de biotechnologie. Het is eigendom van het mijnbouw- en staatsbedrijf Grassalco. Het werd in 2017 overgenomen uit de noodlijdende boedel van Phyto Tech NV.
Het bedrijf is werkzaam op het terrein van plantvermeerdering, zoals kloning en genetische modificatie, en exporteert onder meer naar Nederland. Het is gevestigd op de voormalige koffieplantage van La Solitude in Commewijne. Dat heeft een oppervlakte van 340 hectare en werd in 2012 door Grassalco op een veiling aankocht voor een bedrag van 4,5 miljoen Surinaamse dollar. Grassalco gebruikt het ook voor zandafgravingen. Op het terrein opende InVitroPlants in april 2018 een nieuw plantvermeerderingslaboratorium.
InVitroPlants ging in 2019 de samenwerking aan met Solicaz uit Frans-Guyana om plantmateriaal te produceren dat bestemd is voor de rehabilitatie van uitgemijnde gebieden. Daarnaast heeft het sinds 2019 een strategische samenwerking met de Franse multinational Vitropic.
In 2019 tekende het een contract met de ministers Sergio Akiemboto (Natuurlijke Hulpbronnen) en Antoine Elias (Volksgezondheid) voor het starten van cannabisteelt.